# Steve Cutler
Pas d'image ? Cliquez ici

a Compétitions nationales et continentales officielles uniquement.

b Matchs officiels uniquement.
Dernière mise à jour le 27 juin 2025.
Steve Cutler, né le 28 juillet 1960 à Sydney, est un ancien joueur de rugby à XV australien, qui jouait avec l'équipe d'Australie au poste de deuxième ligne. 

## Carrière
Steve Cutler effectue son premier test match le 28 août 1982 contre l'équipe de Nouvelle-Zélande et son dernier test match est le 9 octobre 1991 contre l'équipe des Samoa.
Il a fait partie d'une fameuse équipe d'Australie qui fut invaincue contre les équipes britanniques pendant sa tournée de 1984. Il participe aux Coupes du monde 1987 et 1991.
Après l'arrêt de sa carrière de joueur, il devient le directeur de la société de recherche contractuelle ICON PLC (en).

## Palmarès
- Nombre de matchs avec l'Australie : 40
- Sélections par années : 1 en 1982, 7 en 1984, 5 en 1985, 5 en 1986, 9 en 1987, 8 en 1988, 4 en 1989, 1 en 1991
- Vainqueur de la Coupe du monde 1991